# 1991 год в театре
1991 год в театре

## Знаменательные события
- Основан Театр Романа Виктюка
- Ленинградский областной театр драмы и комедии сменил название на Театр на Литейном
- Барнаульский Алтайский краевой театр драмы получает имя В. М. Шукшина

## Персоналии

### Скончались
- 14 января — Лютфи Сарымсакова, советская актриса театра и кино, народная артистка Узбекской ССР (1937), народная артистка СССР (1967).
- 22 января — Ефим Михайлович Падве, театральный режиссёр.
- 21 февраля — Марго Фонтейн, урождённая Маргарет Хукем, прима-балерина лондонского Королевского балета, партнёрша Рудольфа Нуреева.
- 2 марта — Леонид Васильевич Марков, советский и российский актёр театра и кино.
- 3 марта — Всеволод Семёнович Якут, советский актёр театра и кино, лауреат Сталинской премии, народный артист СССР.
- 5 марта — Яоко Кайтани, японская артистка балета, хореограф, балетмейстер.
- 2 апреля — Рина Зелёная — актриса театра и кино, народная артистка РСФСР (1970).
- 24 мая — Юрий Николаевич Пузырёв, советский актёр театра и кино, заслуженный артист РСФСР.
- 11 июня — Татьяна Михайловна Вечеслова, прима-балерина Ленинградского театра оперы и балета им. Кирова, балетный педагог; заслуженная артистка РСФСР, лауреат Сталинской премии.
- 14 июля — Павел Семёнович Морозенко, советский актёр театра и кино, заслуженный артист УССР.
- 23 июля — Гава Лубсангийн, монгольский театральный художник, сценограф. Народный артист МНР. Дважды лауреат Государственной премии Монголии.
- 16 сентября — Ольга Спесивцева, российская и советская балерина.
- 10 октября — Лидия Петровна Сухаревская, советская актриса театра и кино.
- 26 октября — Рубен Агамирзян, театральный режиссёр, народный артист СССР.
- 31 октября — Зайнаб Садриева, Народная артистка Узбекской ССР.
- 12 декабря — Олли Унгвере, эстонская и советская актриса театра и кино, певица. Заслуженная артистка Эстонской ССР
- 25 декабря — Готлиб Михайлович Ронинсон, советский актёр театра и кино, народный артист РСФСР.